# 残忍
| ウィキペディアには「残忍」という見出しの百科事典記事はありません（タイトルに「残忍」を含むページの一覧/「残忍」で始まるページの一覧）。 代わりにウィクショナリーのページ「残忍」が役に立つかもしれません。 |